# Coro Coro (gemeente)
Coro Coro is een gemeente (municipio) in de Boliviaanse provincie Pacajes in het departement La Paz. De gemeente telt naar schatting 9.830 inwoners (2018). De hoofdplaats is Coro Coro.

## Indeling
- Cantón Caquingora - 1.343 inwoners (2001)
- Cantón Coro Coro - 1.884 inw.
- Cantón Jancko Marca Sirpa - 453 inw.
- Cantón Jayuma Llallagua - 445 inw.
- Cantón José Manuel Pando - 1.118 inw.
- Cantón Muro Pilar Mejillones - 1.607 inw.
- Cantón Porvenir de Quilloma - 766 inw.
- Cantón Rosapata Huancarama - 390 inw.
- Cantón Topohoco - 1.985 inw.
- Cantón Villa Exaltación de Enequella - 1.820 inw.